# كارمن أوب
كارمن أوب روميرو (بالإسبانية: Carmen Aub)‏ ولدت في 24 أكتوبر عام 1989 في مدينة مكسيكو، المكسيك، وهي ممثلة مكسيكية.

## قائمة أعمالها

### الفيلم
| العنوان                       | العام | الدور   | ملاحظات                      |
| ----------------------------- | ----- | ------- | ---------------------------- |
| تشياباس، إل كورازون ديل كافيه | 2012  | إيزابيل | أول ظهور لها في مجال الأفلام |

### التلفزيون
| العنوان               | العام      | الدور         | ملاحظات                                                   |
| --------------------- | ---------- | ------------- | --------------------------------------------------------- |
| ¿Dónde está أليسا ؟   | 2010       | فلور كاسيريس  | شاركت في 83 حلقه كاملة                                    |
| Niñas mal             | 2012       | غريتا         | لعبت دور البطولة في 25 حلقة كاملة.                        |
| اسبيرانزا ديل كورازون | 2011-2012  | كريستا كابرال | شاركت في بطولة المسلسل طوال 145 حلقة كاملة                |
| Pasión prohibida      | 2013       | نينا بيامونت  | شاركت في بطولة المسلسل طوال 105 من الحلقات                |
| كومو ديس إل ديشو      | 2013       | لوسيه         | شاركت في حلقة: واحدة فقط حملت عنوان "La suerte de la fea" |
| سيد السماوات          | 2014–حاليا | روتيلا كاسياس | دور رئيسي                                                 |
| Familia en venta      | 2014       | ماتيلدا       | شاركت في 13 حلقة فقط                                      |
| إل كيما               | 2016       | روتيلا كاسياس | شاركت في 4 حلقات فقط (ضيفة)                               |

## الجوائز والترشيحات
| العام | الجائزة               | الفئة                      | العمل                 | النتيجة |
| ----- | --------------------- | -------------------------- | --------------------- | ------- |
| 2012  | TVyNovelas جائزة      | أفضل دور نسوي              | اسبيرانزا ديل كورازون | رُشِّح     |
| 2015  | بريميوس تو موندو      | أفضل فتاة سيئة في سلسلة    | سيد السماوات          | فوز     |
| 2015  | بريميوس تو موندو      | أفضل ممثلة مساعدة في سلسلة | سيد السماوات          | فوز     |
| 2016  | بريميوس تو موندو 2016 | أفضل ممثلة في سلسلة        | سيد السماوات          | رُشِّح     |

## وصلات خارجية
- كارمن أوب على موقع IMDb (الإنجليزية)
- كارمن أوب على موقع قاعدة بيانات الفيلم (الإنجليزية)
- كارمن أوب على موقع كينوبويسك (الروسية)